# Liu Jiayi
Liu Jiayi (chinesisch 刘家义, Pinyin Liú Jiāyì; * August 1956 in Kai, Chongqing) ist ein chinesischer Politiker der Kommunistischen Partei Chinas (KPCh), der zwischen 2008 und 2017 Präsident der Nationalen Oberrechnungskammer des Staatsrates und als solcher von 2011 bis 2017 Vorsitzender des Rates der Rechnungsprüfer UNBA (United Nations Board of Auditors) war, dem zentralen Prüfungsausschuss der Vereinten Nationen. Seit 2017 ist er Sekretär des Parteikomitees der Provinz Shandong ist.

## Leben
Liu Jiayi trat 1976 in die Volksbefreiungsarmee ein und wurde 1972 Mitglied der Kommunistischen Partei Chinas (KPCh). Er war zwischen 1980 und 1984 Mitarbeiter der Rechnungsprüfungsabteilung der Finanzbehörde der Provinz Sichuan und danach von 1984 bis 1988 Vize-Direktor der Allgemeinen Abteilung der Rechnungsprüfungsbehörde dieser Provinz, ehe er zwischen 1988 und 1989 erst Mitarbeiter und danach von 1989 bis 1992 stellvertretender Sonderkommissar der Sonderbehörde der Nationalen Oberrechnungskammer in Chengdu war. 1992 wechselte er zur Nationalen Oberrechnungskammer in Peking und war dort erst stellvertretender Generaldirektor der Handelsprüfungsabteilung sowie im Anschluss zwischen 1993 und 1996 Generaldirektor dieser Abteilung. Nachdem er von 1995 bis 1996 ein Studium an der Zentralen Parteihochschule der KPCh absolviert hatte, war er zwischen 1996 und 2008 Vizepräsident der Nationalen Oberrechnungskammer und zugleich Mitglied der Führungsgruppe des Parteikomitees dieser Behörde.
Auf dem XVI. Parteitag der KPCh 2002 wurde Liu Jiayi Mitglied der Disziplinkontrollkommission des ZK. Auf dem XVII. Parteitag wurde er dann Mitglied des Zentralkomitees (ZK der KPCh) und gehört diesem Gremium seither an. 2008 löste er Li Jinhua als Präsident der Nationalen Oberrechnungskammer des Staatsrates ab und fungierte zugleich zwischen 2007 und 2017 als Sekretär der Führungsgruppe des Parteikomitees dieser Behörde. Des Weiteren war er von 2011 bis 2017 Vorsitzender des Rates der Rechnungsprüfer UNBA (United Nations Board of Auditors), dem zentralen Prüfungsausschuss der Vereinten Nationen. Den Posten als Präsident der Nationalen Oberrechnungskammer übernahm 2017 als erste Frau Hu Zejun, die zuvor stellvertretende Generalstaatsanwältin war.
2017 löste Liu Jiayi wiederum Jiang Yikang als Sekretär des Parteikomitees der Provinz Shandong ab.

## Weblink
- Eintrag in China Vitae